# استان ساراگوسا
ساراگوسا یا ثاراگوثا یا زاراگوزا (به اسپانیایی: Zaragoza) استانی در شمال اسپانیا، در مرکز بخش خودمختار آراگون است.

## جغرافیا
این استان هم‌مرز با استان‌های لیدا، تروئل، گوادالاخارا، سوریا، لاریوخا، نابارا و هوئسکا است.
مرکز استان شهر ساراگوسا است.

## جمعیت و مساحت
جمعیت این استان ۸۸۰٬۱۱۸ نفر است (۲۰۰۳) که از این میان سه چهارم در شهر ساراگوسا ساکن هستند. مساحت استان  ۱۷٬۲۷۴ کیلومتر مربع است و ۲۹۲ دهستان دارد که بیش از نیمی از آنها دهکده‌های با کمتر از ۳۰۰ نفر هستند.